# Instytut Slawistyki Polskiej Akademii Nauk
Instytut Slawistyki Polskiej Akademii Nauk – instytut naukowy Polskiej Akademii Nauk z siedzibą w Warszawie. 
Dyrektorem Instytutu jest dr hab. Ewa Golachowska, zastępcą dyrektora ds. naukowych dr hab. Karolina Bielenin-Lenczowska, a przewodniczącą Rady Naukowej kadencji 2023–2026 prof. dr hab. Anna Zielińska.

## Historia
W 1954 r., dzięki staraniom prof. Tadeusza Lehra-Spławińskiego i prof. Zdzisława Stiebera, Polska Akademia Nauk powołała Zakład Słowianoznawstwa PAN. W 1977 r. jednostka uzyskała status instytutu, a w 1992 r. nastąpiła zmiana nazwy na Instytut Slawistyki PAN.

### Kierownictwo
Kierownicy i dyrektorzy jednostki:
Kierownicy Zakładu Słowianoznawstwa PAN
1. prof. Tadeusz Lehr-Spławiński (1954–1960)
2. prof. Zdzisław Stieber (1960–1977)

Dyrektorzy Instytutu Słowianoznawstwa/Slawistyki PAN
1. prof. Janusz Siatkowski (1977–1981)
2. prof. Mieczysław Basaj (1981–1990)
3. prof. Ewa Rzetelska-Feleszko (1990–1996)
4. prof. Kwiryna Handke (1996–1999)
5. prof. Zbigniew Greń (1999–2007)
6. prof. Grażyna Szwat-Gyłybowa (2007–2011)
7. prof. Anna Engelking (2011–2015)
8. prof. Anna Zielińska (2015–2023)
9. dr hab. Ewa Golachowska (od 2023)

## Instytut

### Przedmiot badań
Instytut Slawistyki prowadzi interdyscyplinarne badania nad obszarem Słowiańszczyzny. W IS PAN zatrudnieni są historycy, językoznawcy, literaturoznawcy i antropolodzy kultury. W pracy Instytutu wyodrębnia się następujące pola badawcze:
- dziedzictwo kulturowe Słowiańszczyzny
- tożsamości narodowe i regionalne Słowian (idee, mity, pamięć zbiorowa)
- wielokulturowość, kontakty i pogranicza językowo-kulturowe. Mniejszości (językowe, etniczne, religijne)
- językowy obraz świata
- językoznawstwo synchroniczne: badania konfrontatywne, semantyka, kognitywizm, lingwistyka korpusowa i komputerowa
- badania slawistyczne na świecie, nowoczesne systemy informacji naukowej

### Struktura
Instytut dzieli się na cztery zakłady. Są to:
- Zakład Językoznawstwa (kierowniczka: dr hab. Dorota Pazio-Wlazłowska);
- Zakład Literaturoznawstwa i Kulturoznawstwa (kierowniczka: dr hab. Katarzyna Osińska);
- Zakład Historii (kierownik: prof. dr hab. Ryszard Grzesik);
- Zakład Badań Narodowościowych (kierowniczka: prof. dr hab. Joanna Tokarska-Bakir).

W Instytucie działa również Zespół Obsługi Badań Naukowych.

### Projekty naukowe
Instytut Slawistyki PAN jest członkiem konsorcjum naukowego DARIAH-PL, ponadto wraz z Politechniką Wrocławską (instytucja koordynująca), Instytutem Podstaw Informatyki PAN, Polsko-Japońską Wyższą Szkołą Technik Komputerowych, Uniwersytetem Łódzkim oraz Uniwersytetem Wrocławskim tworzy CLARIN-PL, polską część struktury CLARIN. CLARIN (Common Language Resources & Technology Infrastructure) to ogólnoeuropejska infrastruktura naukowa, która umożliwia badaczom z dziedziny nauk humanistycznych i społecznych wygodną pracę z bardzo dużymi zbiorami tekstów. W Instytucie prowadzony jest Projekt badawczy EUROJOS-2 (Językowo-kulturowy obraz świata Słowian i ich sąsiadów na tle porównawczym), który kontynuuje prace konwersatorium EUROJOS, utworzonego w roku 2001, w roku 2009 afiliowanego w IS PAN. Prace są prowadzone niezmiennie od chwili powołania konwersatorium pod kierunkiem prof. dr. hab. Jerzego Bartmińskiego. Instytut prowadzi również repozytorium cyfrowe w ramach konsorcjum RCIN.

### Studia doktoranckie
Od roku akademickiego 2001/2002 Instytut kształci doktorantów. Ma uprawnienia do nadawania stopnia doktora w dyscyplinach językoznawstwo i kulturoznawstwo.

### Wydawnictwa
Instytut od 1990 roku prowadzi własne wydawnictwo – Slawistyczny Ośrodek Wydawniczy (SOW), który do tej pory wydał ponad 250 pozycji książkowych. Znaczna część publikacji to serie wydawnicze: „Bibliografia Językoznawstwa Slawistycznego”, „Gramatyka Konfrontatywna Bułgarsko-Polska”, „Język na Pograniczach”, „Kultura na pograniczach”, „Polszczyzna Regionalna Pomorza”, „Semantyka a Konfrontacja Językowa” i Prace Slawistyczne „Slavica”. Wydawnictwo jest częścią grupy Świadomi Wydawcy oraz członkiem OASPA (Open Access Scholarly Publishers Association).
Instytut wydaje też kilka periodyków naukowych: Studia z Filologii Polskiej i Słowiańskiej, Slavia Meridionalis, Sprawy Narodowościowe, Studia Litteraria et Historica, Cognitive Studies/Études Cognitives, Colloquia Humanistica, Acta Baltico-Slavica oraz Adeptus. Czasopisma ukazują się formie wyłącznie internetowej, są dostępne przez platformę cyfrową ISS PAS.

### Uczeni związani z Instytutem
| - dr hab. Karolina Bielenin-Lenczowska - prof. dr hab. Wiesław Boryś - dr Karolina Ćwiek-Rogalska - dr hab. Nicole Dołowy-Rybińska - dr hab. Anna Engelking - prof. dr hab. Jerzy Faryno - prof. dr hab. Kazimierz Feleszko - prof. dr hab. Joanna Goszczyńska - prof. dr hab. Iryda Grek-Pabisowa - prof. dr hab. Ryszard Grzesik - prof. dr hab. Kwiryna Handke - prof. dr hab. Halina Janaszek-Ivaničková - prof. dr hab. Stanisław Karolak - dr hab. Katarzyna Kotyńska - prof. dr hab. Irena Kwilecka - dr hab. Ewa Golachowska - dr hab. Mariola Jakubowicz - dr hab. Elżbieta Janicka - dr hab. Agnieszka Ayşen Kaim - prof. dr hab. Helena Krasowska - prof. dr hab. Irena Maryniakowa - dr hab. Joanna Nowak | - dr hab. Katarzyna Osińska - dr hab. Dorota Pazio-Wlazłowska - prof. dr hab. Hanna Popowska-Taborska - prof. dr hab. Joanna Rapacka - prof. dr hab. Dorota Krystyna Rembiszewska - prof. dr hab. Janusz Rieger - dr hab. Joanna Roszak - dr hab. Roman Roszko - prof. dr hab. Alena Rudenka - prof. dr hab. Ewa Rzetelska-Feleszko - prof. dr hab. Irena Sawicka - prof. dr hab. Janusz Siatkowski - dr hab. Alaksandr Smalanczuk - dr hab. Piotr Sobotka - prof. dr hab. Zdzisław Stieber (który jest również patronem Biblioteki Instytutu Slawistyki PAN) - dr hab. Grażyna Szwat-Gyłybowa - prof. dr hab. Joanna Tokarska-Bakir - prof. dr hab. Zuzanna Topolińska - dr hab. Maria Trawińska - dr hab. Katarzyna Wrzesińska - prof. dr hab. Anna Zielińska |